# Vörös lidérc

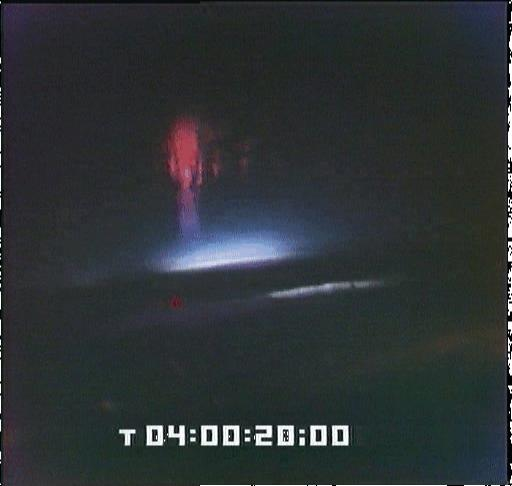
Vörös lidérc (Alaszka)

A vörös lidérc (ködfénykisülés) az ún.  magaslégköri fényjelenségek vagy rövid életű felvillanások közé tartozó fényjelenség. 1989-ben fedezték fel az Egyesült Államokban, amikor viharfelhőket figyeltek meg. A vörös lidércek kizárólag viharfelhők felett keletkeznek, nagyobb villámkisülések után. A színe után nevezik vörösnek, a lidérc pedig a népi hiedelmekből ered.

## Jellemzői
A vörös lidércek a viharfelhők felett 40–50 km-es magasságban keletkeznek és kiterjedésük felfelé elérheti az 50 km-t, horizontális kiterjedésük szintén elérheti a 40–60 km-t. A kisülés alakja néha oszlopszerű, de előfordulnak fa vagy medúza alakú formák is.
Szabad szemmel szinte megfigyelhetetlen, mivel a felvillanás általában csak néhány ezredmásodpercig tart, amit az emberi szem nem képes feldolgozni. A másik nehézség a megfigyelésnél az, hogy rá kell látni a viharfelhők tetejére, ami általában több száz kilométeres távolságot jelent a megfigyelő számára. Közvetlen megfigyelésük csak sötétben lehetséges.

## Kialakulása
30–40 km-es magasságban és felette a földi légkör össztömegének kb. 1%-a található, a nyomás a tengerszinten mértnek 1/100 000–ed része. Nagyobb villámkisülések után a zivatarfelhő fölött rövid ideig elektromos tér alakulhat ki, amelynek az erőssége kisebb légsűrűség mellett lokálisan meghaladhatja a légköri kisülés létrejöttéhez szükséges kritikus értéket. Ekkor jöhet létre vörös lidérc.
Hasonló színű ködfénykisülés laboratóriumi körülmények között is előállítható egy légritkított, alacsony nyomású üvegcsőben, melyre több ezer voltos feszültséget kapcsolunk.

## Hasonló jelenségek
A vörös lidérceknek „testvérei” is vannak. Ezek a kék nyalábok (Blue jets) és a gyűrűlidércek (Elves)

### Kék nyalábok (Blue Jets)
A kék nyalábok abban különböznek a vörös lidérctől, hogy közvetlenül a viharfelhő tetejéről indulnak ki és gyakran keskeny tölcsért formáznak, 20–40 km magasságban. Többnyire fényesebbek, mint a vörös lidércek és kék színűek. Először 1989 októberében észlelték egy űrsiklóból, ami Ausztrália felett haladt el.  1994-től kezdve már szervezetten kutattak kék nyalábok után az Alaszkai Egyetem kutatói, erre a célra használt kutató repülőgépről.

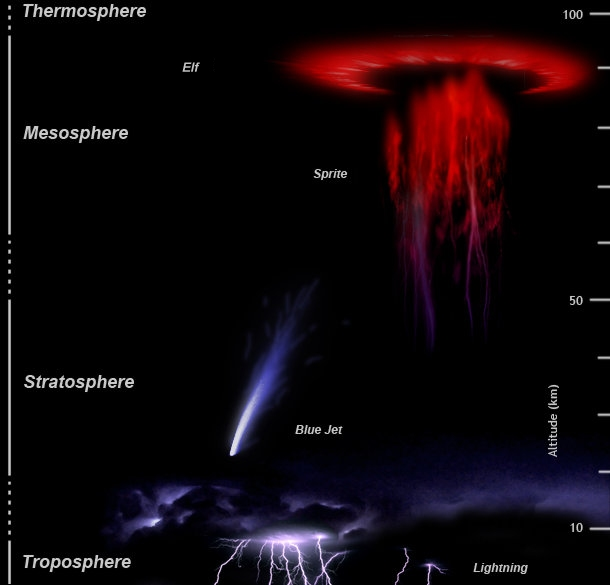
Vörös lidérc és "testvérei"

2001-ben az Arecibói Obszervatóriumban (USA, Puerto Rico, NASA) megfigyeltek egy nagy kiterjedésű jetet (óriás nyaláb/gigantic jet), melynek magassága elérte a 80 km-t és 50 km/sec sebességgel növekedett az ionoszféra felé.  A jelenség tetejénél az emisszió diffúzabb, elmosódottabb volt.

### Gyűrűlidérc (Elves)
Az Elves  az “Emissions of Light and Very Low Frequency Perturbations from Electromagnetic Pulse Sources”-ből képzett betűszó, amelynek jelentése: „elektromágneses impulzus-forrásból keletkező fény és alacsony frekvenciájú perturbáció”. Magyarul gyűrűlidércnek nevezhetjük az alakja, valamint a vörös lidércekhez hasonló színe miatt. Korábban a „tündérkék” elnevezés is használatos volt, ami az elves szó szerinti fordítása. A gyűrűlidércek általában közel 400 km átmérőjű elmosódott, lapos formájú légköri fényjelenségek, tipikusan <1 ms időtartamig tartanak. Az ionoszférában fordulnak elő kb. 100 km-es magasságban. A színe nem egyértelmű, általában vöröses színárnyalattal jellemzik. Az első gyűrűlidércet szintén egy űrsikló expedíció során sikerült rögzíteni, 1990 októberében Francia Guyana felett.

## Hazai kutatások
Az 1989-es felfedezésük óta a vörös lidérceket a légkörfizikusok és meteorológusok élénk érdeklődése övezi.
Az MTA soproni Geodéziai és Geofizikai Kutatóintézete (GGKI) 2003-ban kapcsolódott be a vörös lidércek kutatásába.

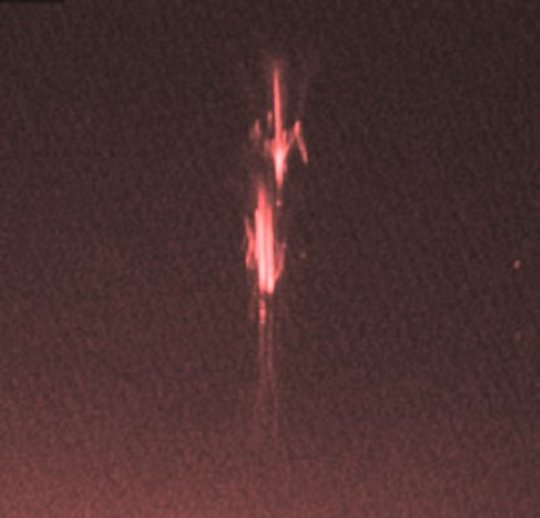
Vörös lidérc
(GGKI felvétel Sopronból)

A GGKI leginkább a vörös lidérceket keltő villámok tulajdonságainak meghatározásával járult hozzá a jelenségcsoportra vonatkozó ismeretek bővítéséhez. 2007-ben az Országos Tudományos Kutatási Alapprogramok (OTKA) „Geoelektromosság és változó Föld” c. tudományos iskolai projektjének keretében összeállítottak egy megfigyelőrendszert, amellyel közvetlen optikai megfigyeléseket lehet folytatni. A kamerát villámfigyelő hálózatokból származó adatok és meteorológiai műholdak felhőképei alapján tájolják az aktív zivatargócok irányába.
A megfigyelési kísérleteket szerencse is kísérte. Az első lidérceket Soprontól kb. 500 km-re északra, egy Lengyelország fölötti viharban sikerült megörökíteni. A GGKI tetejéről 2007-ben több mint 100 vörös lidércet örökítettek meg, közöttük találhatók az első, Magyarország fölött megfigyelt példányok, amiket 2007. augusztus 10-én éjszaka rögzítettek.
2011. június 23-án is sikerült megfigyelni Magyarország felett ilyen jelenséget. Ekkor ugyanis egy hidegfront vonult át hazánk felett, melynek előterében helyenként heves zivatarok alakultak ki. Sötétedés után egy nagyobb zivatarcsoport felett a Balatonnál mintegy 100 km távolságból több lidércet lehetett megfigyelni és megörökíteni.
A megfigyelést segíti, hogy a nagyobb villámok (melyek között vörös lidérceket keltők is vannak) az átlagos kisülésekkel összemérve egy nagyságrenddel intenzívebb rádiósugárzást produkálnak az 5-30 Hz-es frekvenciasávban. (lásd Schumann-rezonanciák)
Ez a rádiósugárzás észlelhető a Nagycenk és Fertőboz között elhelyezkedő Széchenyi István Geofizikai Obszervatóriumban. Ezeken a frekvenciákon a rádiójelek csillapítása viszonylag csekély, így az alacsony frekvenciás rádióhullámok segítségével a mérőállomás a Föld bármely pontján keletkező nagyobb villámokat észlelni tudja.
Terveik szerint a továbbiakban a közép-európai és az itthon működő villámfigyelő hálózatokkal együttműködve vetik össze az optikai megfigyeléseket a villámadatokkal az események helyének és keletkezési körülményeinek pontosabb meghatározása céljából.